# Generator Zla
Генератор Зла (en ruso Generador de maldad) es un álbum de estudio de Aria.

## Lista de canciones
Todas las letras escritas por Margarita Pushkina.
| N.º | Título             | Música                           | Título en español     | Duración |  |
| 1.  | «Смотри!»          | Vitaly Dubinin                   | ¡Mira!                | 4:28     |  |
| 2.  | «Грязь»            | Sergey Terentyev, Valery Kipelov | Suciedad              | 4:43     |  |
| 3.  | «Дезертир»         | Dubinin                          | Desertor              | 6:29     |  |
| 4.  | «Пытка Тишиной»    | Dubinin, Vladimir Holstinin      | Tortura del silencio  | 5:52     |  |
| 5.  | «Беги За Солнцем»  | Dubinin                          | Corriendo tras el sol | 6:11     |  |
| 6.  | «Обман»            | Dubinin, Holstinin               | Engaño                | 5:17     |  |
| 7.  | «Отшельник»        | Dubinin                          | Ermitaño              | 5:37     |  |
| 8.  | «Закат»            | Kipelov                          | Puesta de sol         | 4:50     |  |
| 9.  | «Дьявольский Зной» | Terentyev                        | Calor diabólico       | 4:53     |  |
| 10. | «Замкнутый Круг»   | Holstinin                        | Circulo vicioso       | 6:48     |  |

## Créditos
- Valery Kipelov - Voz
- Vladimir Holstinin - Guitarra
- Sergey Terentev - Guitarra, teclado
- Vitaly Dubinin - Bajo, voz
- Alexander Maniakin - Batería